# یواس‌اس نیاگارا (۱۸۹۸)
یواس‌اس نیاگارا (۱۸۹۸) (به انگلیسی: USS Niagara (1898)) یک کشتی بود که طول آن ۲۷۴ فوت ۰ اینچ (۸۳٫۵۲ متر) بود. این کشتی در سال ۱۸۷۷ ساخته شد.